# Nemoscolus caudifer
Nemoscolus caudifer là một loài nhện trong họ Araneidae.
Loài này thuộc chi Nemoscolus. Nemoscolus caudifer được Embrik Strand miêu tả năm 1906.